# Władimir Afanasjew
Władimir Iljicz Afanasjew (ros. Владимир Ильич Афанасьев, ur. 24 kwietnia 1921 we wsi Nikandrowka w guberni woroneskiej (obecnie nie istnieje; terytoria obwodu woroneskiego), zm. 20 maja 1979 w Moskwie) – radziecki lotnik wojskowy i pilot doświadczalny, podpułkownik, Bohater Związku Radzieckiego (1944).

## Życiorys
Do 1938 skończył 7 klas szkoły w Borisoglebsku, 1938–1939 pracował jako ślusarz w Woroneżu, w 1939 ukończył aeroklub w Woroneżu. Od grudnia 1939 służył w Armii Czerwonej, w 1940 skończył wojskową szkołę lotniczą w Borisoglebsku, w której następnie do listopada 1941 był lotnikiem-instruktorem. W listopadzie 1941 został lotnikiem sformowanego właśnie z instruktorów tej szkoły 630 pułku lotnictwa myśliwskiego i w lutym 1942 skierowany na front wojny z Niemcami, później od czerwca 1942 do maja 1945 walczył w składzie 253/145 gwardyjskiego pułku lotnictwa myśliwskiego jako lotnik, dowódca klucza, zastępca dowódcy i dowódca eskadry, w 106 Dywizji Lotnictwa Myśliwskiego Obrony Przeciwlotniczej na Froncie Północno-Zachodnim (luty 1942–czerwiec 1943), na Zachodnim Froncie Obrony Przeciwlotniczej (czerwiec 1943–kwiecień 1944), Północnym Froncie Obrony Przeciwlotniczej (kwiecień–grudzień 1944) i ponownie Zachodnim Froncie Obrony Przeciwlotniczej (grudzień 1944–maj 1945). Osłaniał obiekty wojskowe na Froncie Północno-Zachodnim, Kalinińskim, Wołchowskim, 1 i 2 Froncie Nadbałtyckim. Wykonał ponad 300 lotów bojowych myśliwcami I-16, ŁaGG-3 i Ła-5, w walkach powietrznych strącił osobiście 11 i w grupie 5 samolotów wroga. 12 października 1942 został ranny w nogę w walce powietrznej i zmuszony do lądowania płonącym samolotem, w 1945 był lekko ranny w rękę. Po wojnie dowodził eskadrą pułku lotnictwa myśliwskiego obrony przeciwlotniczej w Grodnie, w kwietniu 1946 został zwolniony do rezerwy w stopniu kapitana. W grudniu 1946 ukończył Lotnicze Centrum Lotnictwa Cywilnego w Baku i 1947–1950 pracował jako lotnik oddziału lotnictwa transportowego Ministerstwa Przemysłu Lotniczego ZSRR, a od lutego 1950 do lutego 1953 był pilotem doświadczalnym zakładu lotniczego nr 1 w Kujbyszewie (obecnie Samara), testując wiele modeli MiG-ów i ich modyfikacje. Od lutego 1953 do grudnia 1955 był pilotem doświadczalnym zakładu lotniczego nr 126 w Komsomolsku nad Amurem, od grudnia 1955 do lipca 1956 pilotem doświadczalnym Instytutu Naukowo-Badawczego-17, testując modele Iłów, a 1965–1966 mechanikiem w Moskwie. W 1975 otrzymał stopień podpułkownika.

## Odznaczenia
- Złota Gwiazda Bohatera Związku Radzieckiego (29 marca 1944)
- Order Lenina (29 marca 1944)
- Order Czerwonego Sztandaru (dwukrotnie, 9 października 1942 i 23 listopada 1942)